# Рагби репрезентација Јужноафричке Републике
Рагби јунион репрезентација Јужноафричке Републике, љубитељима спорта позната и као "Спрингбокси" је рагби јунион тим који представља Јужноафричку Републику у овом екипном спорту. Јужноафричка Република је једна од највећих суперсила у рагбију, 2 пута су били шампиони света и 3 пута шампиони јужне хемисфере. Шорц њихове репрезентације је беле боје, а дрес тамнозелене. Због апартхејда ЈАР није учествовала на два светска првенства 1987. и 1991. Највише утакмица за репрезентацију одиграо је Виктор Метфилд, он игра на позицији скакача у другој линији, највише есеја је дао Брајан Хабана - 53. Хабана који игра на позицији левог крила, је један од најбржих рагбиста модерног доба. Поред њих двојице међу највеће легенде јужноафричког рагбија убрајају се Перси Монтгомери, Марк Ендрус, Андре Жуберт, Жан де Вилијерс, Нас Бота, Џон Смит, Фрик ду През, Дени Гербер, Шалк Бургер...
Успеси
- Светско првенство у рагбију

- Шампион света (2) : 1995, 2007.

- Куп три нације и Куп четири нација

- Освајач (3) : 1998, 2004, 2009.

## Тренутни састав
Тренутни састав репрезентације чине:
- Виктор Метфилд
- Брајан Хабана
- Жан де Вилијерс - капитен
- Руан Пиенар
- Шалк Бургер
- Бизмарк ду Плезис
- Фури ду През
- Тендаи Мтварира
- Жани ду Плезис
- Џон-Пол Пиетерсен
- Морн Стејн
- Адријан Штраус
- Пет Лемби
- Ебен Етзебет
- Франсоис Лов
- Вилијем Албертс
- Дуан Вермулен
- Вили ле Ру
- Шалк Бритс
- Лвази Мвово
- Андре Полард
- Сија Колиси
- Демијан де Аленде
- Руди Пејџ